# Ostatni postój
Ostatni postój (tytuł oryg. Rest Stop) – amerykański horror filmowy powstały w 2006 roku. Zrealizowany z przeznaczeniem użytku domowego, wpisuje się w nurt podgatunków slasher i gore.

## Obsada
- Jaimie Alexander – Nicole Carrow
- Joey Mendicino – Jess Hilts
- Deanna Russo – Tracy Kress
- Joseph Lawrence – oficer Michael Deacon
- Diane Salinger (w czołówce jako Diane Louise Salinger) – Matka
- Curtis Taylor – Wojownik
- Gary Entin – bliźniak #1
- Edmund Entin – bliźniak #2
- Jennifer Cormack – studentka college'u
- Mikey Post – Scotty